# Камбаралиев, Бахтиёр Мухаммадалиевич
Бахтиёр Мухаммадалиевич Камбаралиев (узб. Baxtiyor Muhammadalievich Qambaraliyev; 8 января 1973) — советский и узбекистанский футболист, левый защитник и полузащитник. Выступал за сборную Узбекистана.

## Биография
Дебютировал во взрослом футболе в последнем сезоне первенства СССР во второй низшей лиге в клубе «Сохибкор» (Халкабад). После распада СССР полтора сезона выступал в низших лигах Узбекистана за клуб «Бахт» (Туракурган).
Летом 1993 года перешёл в ташкентский МХСК. В армейском клубе провёл 4,5 года, сыграв более 120 матчей в высшей лиге. Становился чемпионом (1997) и призёром чемпионата страны, финалистом Кубка Узбекистана. По окончании сезона 1997 года покинул МХСК, переживавший финансовые проблемы, и перешёл в столичный «Пахтакор», где провёл два сезона, в 1998 году вместе с клубом завоевал чемпионский титул. В 2000 году выступал за «Дустлик» из Ташкентской области, с которым стал чемпионом и обладателем Кубка страны.
В 2001 году перешёл в «Насаф» (Карши), провёл в клубе полтора года и стал бронзовым призёром чемпионата (2001). Летом 2002 года вернулся в «Дустлик», уже не боровшийся за высокие места, и также выступал за него полтора сезона. В конце карьеры играл за «Согдиану» (Джизак) и «Металлург» (Бекабад).
Всего в высшем дивизионе Узбекистана сыграл 317 матчей и забил 6 голов.
В национальной сборной Узбекистана дебютировал 9 мая 1997 года в отборочном матче чемпионата мира против Йемена. Участник Азиатских игр 1998 года, провёл 2 матча, а его команда стала четвертьфиналистом. Всего в 1997—2000 годах сыграл 16 матчей за сборную и забил один гол — 11 октября 1997 года в ворота сборной Японии.
По состоянию на 2013 год входил в тренерский штаб клуба первой лиги Узбекистана «НБУ-Азия» (Ташкент). В 2019 году получил тренерскую лицензию «В». Принимал участие в матчах ветеранов.
По состоянию на 2022 год входит в тренерский штаб «Согдианы».

## Достижения
- Чемпион Узбекистана: 1997, 1998, 2000
- Серебряный призёр чемпионата Узбекистана: 1995
- Бронзовый призёр чемпионата Узбекистана: 1996, 2001
- Обладатель Кубка Узбекистана: 2000
- Финалист Кубка Узбекистана: 1995